# Universidad del Noroeste
La Universidad del Noroeste (en inglés Northwestern University), también llamada Universidad Northwestern, es una universidad privada estadounidense situada en la ciudad de Evanston, en el estado de Illinois. La Universidad del Noroeste está constituida por doce escuelas y facultades de pregrado, posgrado y profesionales que ofrecen 123 titulaciones de pregrado y 145 de posgrado y profesionales. Suele posicionarse dentro de las diez mejores universidades de los Estados Unidos. En 2021, la revista U.S. News & World Report la colocó como noveno del país.
La Universidad del Noroeste fue fundada en 1851 por John Evans y otros ocho hombres de negocios de Chicago, y le pusieron ese nombre porque por aquel entonces estaba en el territorio del Noroeste de los Estados Unidos, del que Illinois formaba parte. Las primeras clases empezaron en 1855 y las primeras mujeres admitidas a la universidad entraron en 1869. Hoy, el campus principal, ubicado en Evanston, al borde del lago Míchigan, cubre una parcela de 97 hectáreas. Las escuelas de derecho y medicina se sitúan en el centro de Chicago. En 2008, la Escuela Medill de periodismo y la escuela de comunicación abrieron un campus en Education City, en Doha (Catar).
En 2009, 8497 estudiantes de pregrado y 7880 de posgrado fueron admitidos en la Noroeste. Entre sus alumnos destacados se encuentran tres candidatos a la presidencia de los Estados Unidos, dos jueces del Tribunal Supremo de los Estados Unidos, dos premios Nobel, nueve premios Pulitzer, y seis ganadores de los Premios Óscar.
Esta universidad fue admitida en la Asociación de Universidades Americanas (AAU) en 1917 y se mantiene como universidad de investigación con una actividad de investigación "muy alta". Las escuelas de dirección, ingeniería y comunicación de la Noroeste son de las académicamente más productivas de la nación en sus respectivas disciplinas. El presupuesto de investigación y desarrollo de la universidad en 2006 fue de 420 millones de dólares.

## Deportes
La Universidad del Noroeste pertenece a la Conferencia de los 10 Grandes, y tiene ocho equipos masculinos y once femeninos participando en las competiciones de la NCAA. Es uno de los miembros fundadores de la Big Ten Conference y es la única universidad privada de esta conferencia. Los Gatos Salvajes del Noroeste (apodo de los equipos deportivos) compiten en 19 deportes en la División I de la NCAA.